# Bắc Ninh
Bac Ninh (vietnamita: Bắc Ninh) è una città (thành phố) del Vietnam nella provincia omonima.
Dal punto di vista amministrativo, dal 2006 funge da capitale provinciale (thành phố trực thuộc tỉnh), e ha assunto anche funzioni equiparabili a quelle di un distretto (huyện), che in questo caso nel 2019 contava 247.702 abitanti. Occupa una superficie di 26 km².